# Irish Ferries
Irish Ferries est une compagnie maritime irlandaise opérant entre l'Irlande et la France et la Grande-Bretagne. La société est une des divisions du groupe de transport irlandais Irish Continental Group (ICG).
Les ports d'attaches sont Dublin, Rosslare (Irlande), Holyhead, Pembroke (Royaume-Uni) et Cherbourg (France).

## Historique

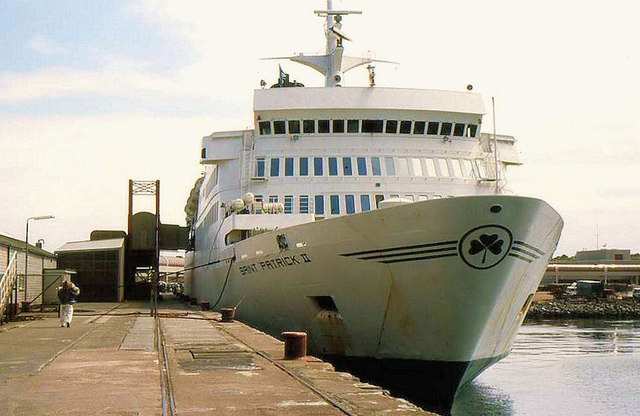
Le Saint Patrick II, l'un des premiers navires de la compagnie, ici en 1989.

Les destinations possibles en 2013

En 1972, l'Irish Continental Line est formée en tant que coentreprise irlando-scandinave, dans l'objectif d'établir une liaison directe par ferry entre l'Irlande et l'Europe continentale. Le premier trajet est inauguré en 1973 entre Rosslare et Le Havre, à bord d'un tout premier navire nouvellement construit, le Saint-Patrick. 
En 1988, la compagnie adopte le nom de Irish Continental Group plc (ICG) et exploite alors trois navires : le Saint Patrick II et le Saint Killian sous la marque Irish Ferries (pour les liaisons Rosslare-Cherbourg et Le Havre), et le St. Colum, sous la marque Belfast Ferries (pour la liaison Belfast-Liverpool). Néanmoins, Belfast Ferries cesse ses activités en 1991 et le St. Colum est vendu la même année. En 1992, le groupe élargit ses activités en acquérant la B&I Line, qui était détenue depuis 1836 par le gouvernement irlandais. Rebaptisé « Irish Ferries », le groupe ajoute des liaisons maritimes à courte distance avec son plus grand partenaire commercial, le Royaume-Uni, et élargit ses services aux transports de conteneurs et aux opérations portuaires, ce qui l'amène à créer deux divisions pour ses opérations : celle des ferries et celle des conteneurs et terminaux. Jusqu'en 2001, Irish Ferries investit 500 millions d'euros dans l'achat de quatre nouveaux bateaux (Isle of Innisfree en 1995 ; Isle of Inishmore en 1997 ; le fastcraft Jonathan Swift en 1999 et Ulysse en 2001) ainsi que la réfection des infrastructures portuaires. La compagnie affrète également le Pride of Bilbao, un ferry de nuit, entre 1993 et 2010. Isle of Innisfree est momentanément retiré du service en 2001, après la livraison de Ulysse. 

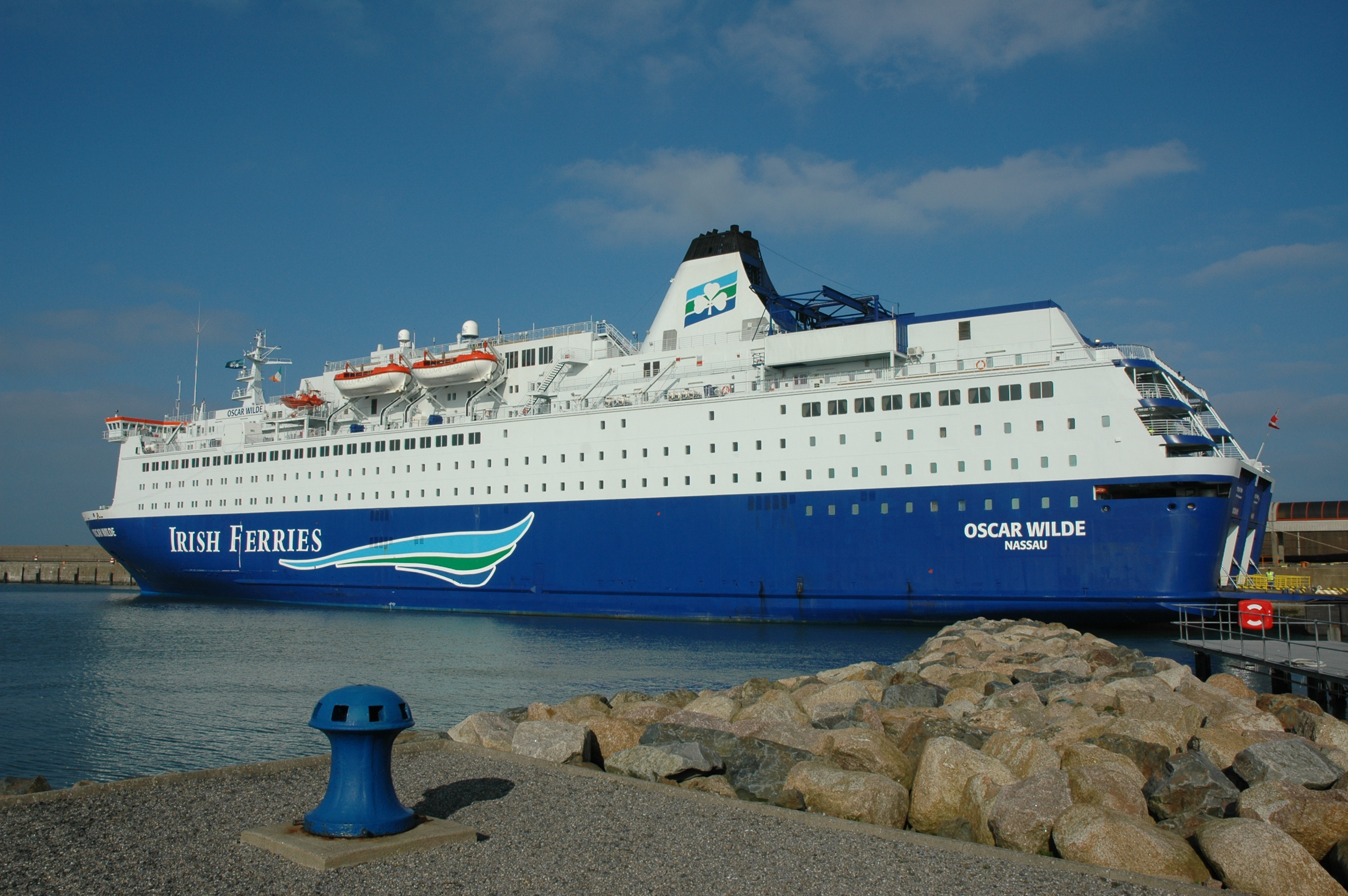
Le premier Oscar Wilde, ici en 2008.

La division investit également dans les services de ferry entre l'Irlande et la France, avec l'acquisition du Normandy en 1998, qui sera remplacé par l'Oscar Wilde dix ans plus tard. Tous deux assureront la liaison entre Dublin et Cherbourg. Un navire supplémentaire, l'Epsilon, est affrété entre Dublin et Holyhead en 2013, afin de desservir le commerce extérieur croissant de l'Irlande. Le Dublin Swift, acquis par la compagnie en 2016, remplace le Jonathan Swift,  son navire jumeau, en 2018. Il permet de transporter davantage de voitures ainsi que des petits véhicules utilitaires. 

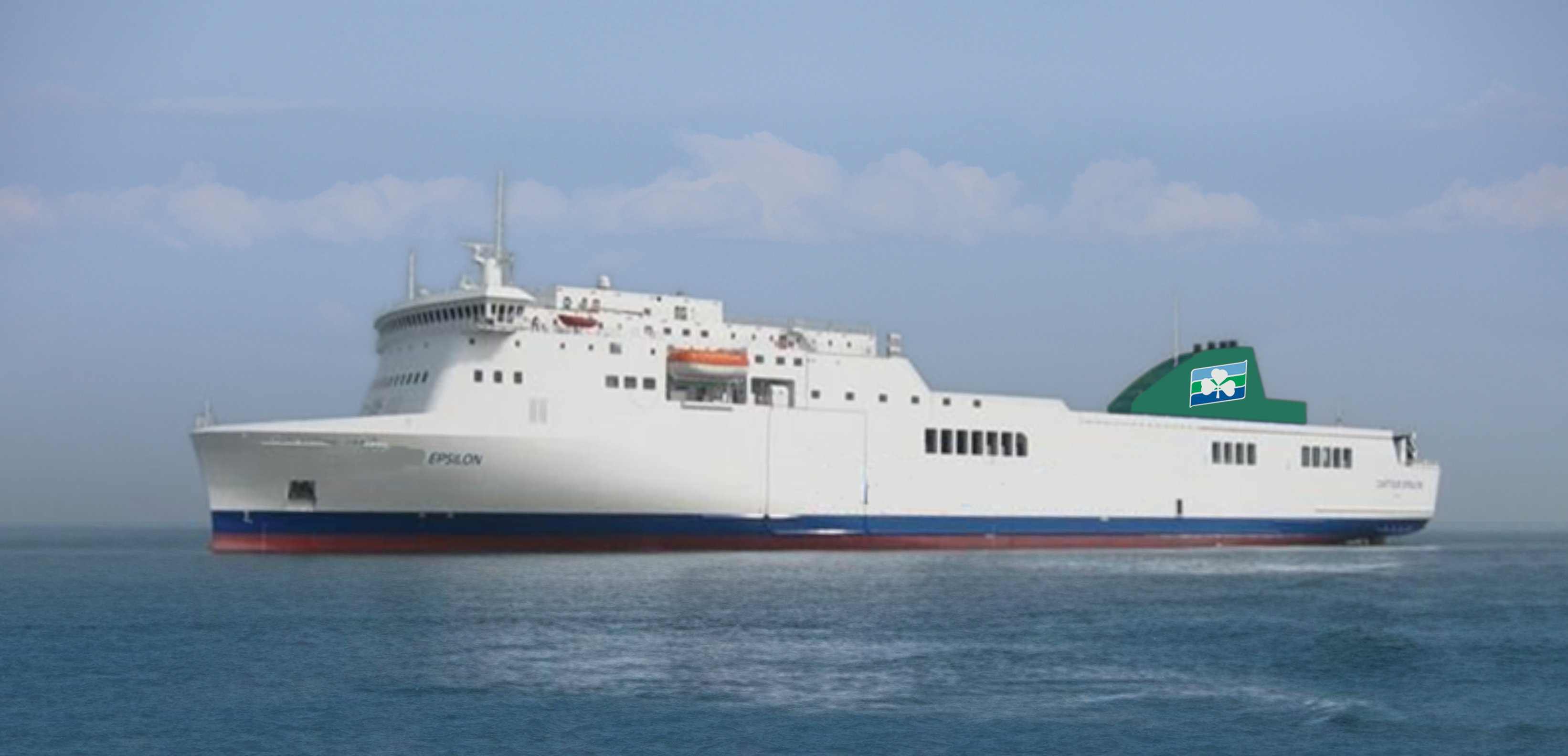
L'Epsilon en 2014.

Le 7 février 2016, le navire Epsilon traverse une violente tempête sur son trajet entre Cherbourg et Dublin, et se confronte à des vagues de 11 mètres de haut et des vents à 150 km/h. La plupart des véhicules embarqués dans sa cale sont détruits par la violence des tangages et plusieurs passagers, certains légèrement blessés, envisagent de porter plainte contre la compagnie,.
En 2019, l'Oscar Wilde est remplacé par le W.B. Yeats, nouvellement construit, qui permet une capacité de 340 passagers supplémentaires entre Dublin et Cherbourg et pour lequel le groupe a investi plus de 150 millions d'euros. En juin 2021, Irish Ferries propose une nouvelle liaison Douvres – Calais, à bord des navires  Isle of Inishmore et Isle of Innisfree. Isle of Inisheer sera ajouté en 2022 pour ce trajet, tandis que le Blue Star 1 appartenant à la compagnie grecque Blue Star Ferries est affrété pour la liaison entre Rosslare et Pembroke.
En avril 2023, la compagnie annonce le remplacement de l'Epsilon sur la ligne Dublin-Cherbourg et du Blue Star 1 sur la ligne Rosslare-Pembroke. Le navire Star, provenant de la compagnie estonienne Tallink, et rebaptisé Oscar Wilde comme l'un de ses prédécesseurs, est affrété pour ces deux liaisons (en alternance avec le W.B. Yeats pour la liaison Dublin-Cherbourg) à partir de juin 2023.

## Flotte

### Navires actuels
| Image | Nom du navire          | Arrivée dans la compagnie | Liaisons                                    | Longueur | Passagers | Vitesse    | Type de navire | 1re mise en service                   |
| ----- | ---------------------- | ------------------------- | ------------------------------------------- | -------- | --------- | ---------- | -------------- | ------------------------------------- |
|       | Oscar Wilde (II)       | 2023                      | Cherbourg-Dublin-Holyhead Pembroke-Rosslare | 186 m    | 2 080     | 27,5 nœuds | Ferry          | 2007 (Tallink)                        |
|       | Isle of Inisheer (en)  | 2022                      | Calais-Douvres                              | 179,95 m | 589       | 23 nœuds   | Navire-mixte   | 2000 (Norfolkline)                    |
|       | Isle of Innisfree      | 2021                      | Calais-Douvres                              | 163,6 m  | 2 000     | 21 nœuds   | Ferry          | 1991 (Régie des transports maritimes) |
|       | W.B. Yeats (en)        | 2018                      | Cherbourg-Dublin                            | 194,80 m | 1 885     | 22,5 nœuds | Ferry          | 2018 (Irish Ferries)                  |
|       | Dublin Swift           | 2018                      | Dublin-Holyhead                             | 101,4 m  | 900       | 36 nœuds   | NGV            | 2001 (Military Sealift Command)       |
|       | Ulysses (en)           | 2001                      | Dublin-Holyhead                             | 209,02 m | 1 875     | 22 nœuds   | Ferry          | 2001 (Irish Ferries)                  |
|       | Isle of Inishmore (en) | 1997                      | Calais-Douvres                              | 182,5 m  | 2 200     | 21,5 nœuds | Navire-mixte   | 1997 (Irish Ferries)                  |

### Anciens navires
| Nom du navire     | Années dans la compagnie | Liaisons                                   | Longueur | Passagers | Vitesse    | Mise en service | Statut |
| ----------------- | ------------------------ | ------------------------------------------ | -------- | --------- | ---------- | --------------- | --- |
| St. Patrick       | 1973-1982                | Rosslare – Le Havre Belfast – Liverpool    | 118 m    | 1 822     | 18.4 nœuds | 1973            | Détruit à Alang en 2005                                                                                     |
| St. Killian       | 1978-1981                | Rosslare/Cork – Roscoff/Cherbourg/Le Havre | 124,75 m | 1 500     | 21.5 nœuds | 1973            | Détruit à Alang en 2007                                                                                     |
| St. Patrick II    | 1982-2002                | Rosslare/Cork – Roscoff/Cherbourg/Le Havre | 125.22 m | 1 500     | 21.5 nœuds | 1973            | Détruit à Alang en 2024                                                                                     |
| Pride of Bilbao   | 1993-2010                | Portsmouth – Bilbao                        | 181,60 m | 2 553     | 22 nœuds   | 1986            | Navigue actuellement pour le compte de la compagnie italienne Moby Lines sous le nom de Moby Orli           |
| Normandy          | 1998-2008                | Rosslare-Roscoff Rosslare-Cherbourg        | 149 m    | 2 060     | 19.5 nœuds | 1982            | |
| Jonathan Swift    | 1999-2018                | Dublin-Holyhead                            | 86.6 m   | 800       | 39 nœuds   | 1999            | Navigue actuellement pour le compote de la compagnie espagnole Baleària sous le nom de Cecilia Payne        |
| Oscar Wilde       | 2008-2019                | Rosslare – Roscoff/Cherbourg               | 166,26 m | 1 458     | 22 nœuds   | 1987            | Navigue actuellement pour le compte de la compagnie italienne Grandi Navi Veloci sous le nom de GNV Allegra |
| Mega Express Four | 2021                     | Pembroke-Rosslare                          | 173,7 m  | 1 880     | 27 noeuds  | 1995            | Restitué à sa compagnie au terme de son affretement                                                         |
| Blue Star 1       | 2021-2023                | Pembroke-Rosslare                          | 176,1 m  | 1 890     | 28 nœuds   | 2000            | Restitué à sa compagnie au terme de son affretement                                                         |
| Epsilon           | 2013-2023                | Cherbourg-Dublin Dublin-Holyhead,          | 186,5 m  | 500       | 24 nœuds   | 2011            | Navigue pour le compte de la compagnie polonaise Unity Line                                                 |